# Oktober 1994
Portal Geschichte | Portal Biografien | Aktuelle Ereignisse | Jahreskalender | Tagesartikel

◄ |
19. Jahrhundert |
20. Jahrhundert
| 21. Jahrhundert

◄ |
1960er |
1970er |
1980er |
1990er
| 2000er | 2010er | 2020er | ►

◄ |
1990 |
1991 |
1992 |
1993 |
1994
| 1995 | 1996 | 1997 | 1998 | ►

◄ |
Juli 1994 |
August 1994 |
September 1994 |
Oktober 1994 |
November 1994 |
Dezember 1994 |
Januar 1995 |
►
Dieser Artikel behandelt aktuelle Nachrichten und Ereignisse im Oktober 1994.

## Tagesgeschehen

### Samstag, 1. Oktober 1994

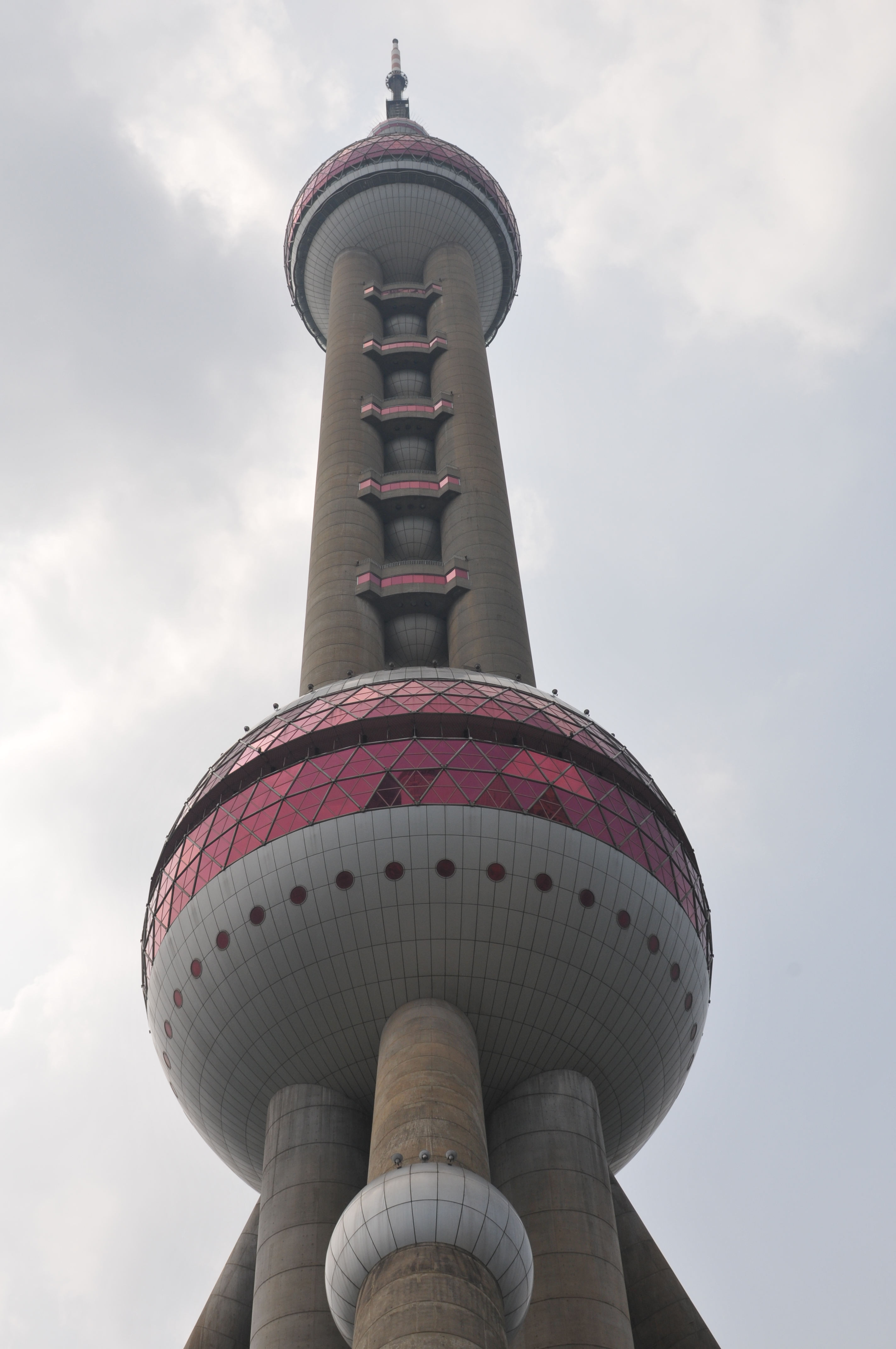
Fernsehturm in Shanghai

- Shanghai/China: Der Fernsehturm Perle des Ostens ist fertiggestellt und kann im Januar 1995 eröffnet werden. Das Gebäude mit einer Aussichtsplattform in 342 m Höhe bildet den Auftakt für ein geplantes Geschäftsviertel in Shanghai mit „Wolkenkratzern“ von 500 m Höhe.[1]

### Mittwoch, 5. Oktober 1994
- New York/Vereinigte Staaten: Der Weltlehrertag wird zum ersten Mal als offizieller Gedenktag der Vereinten Nationen begangen.[2]

### Freitag, 7. Oktober 1994
- Stockholm/Schweden: Der ehemalige Ministerpräsident Ingvar Carlsson von der Sozialdemokratischen Arbeiterpartei wird nach einer circa dreijährigen Unterbrechung erneut als Ministerpräsident vereidigt. Er steht an der Spitze einer Minderheitsregierung und spricht sich in seiner Regierungserklärung für die weitere europäische Integration aus.[3]

### Sonntag, 9. Oktober 1994
- Frankfurt am Main/Deutschland: Der spanische Schriftsteller Jorge Semprún erhält den Friedenspreis des Deutschen Buchhandels.[4]
- Wien/Österreich: Zum achten Mal in Folge entfallen in diesem Jahr bei der Parlamentswahl in Österreich die meisten Stimmen auf die SPÖ. Die Partei des regierenden Bundeskanzlers Franz Vranitzky erhält 65 Mandate, die ÖVP 52, die FPÖ 42, die Grüne Alternative 13 und das zum ersten Mal ins Parlament gewählte Liberale Forum elf.[5]

### Montag, 10. Oktober 1994

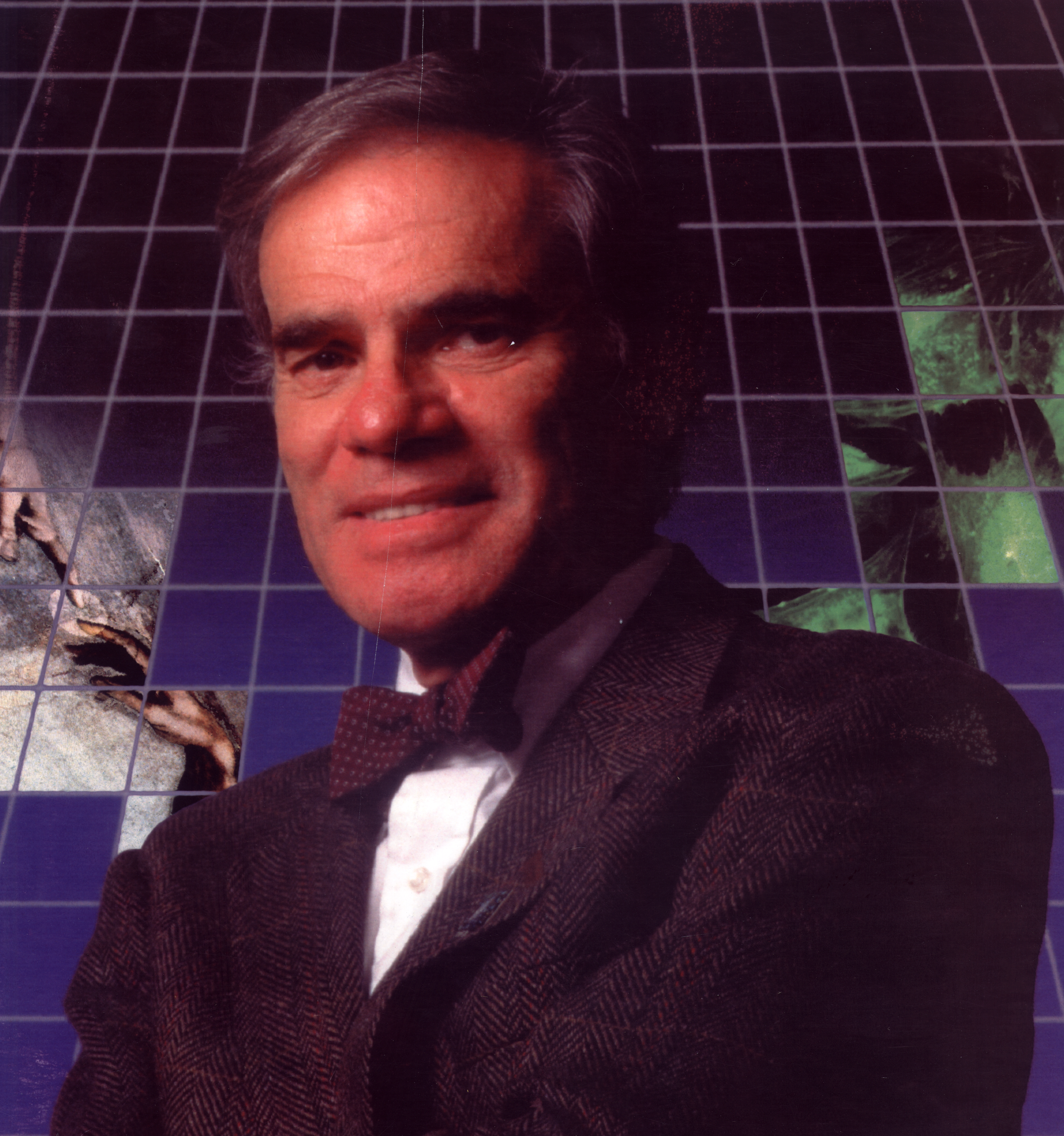
Martin Rodbell

- Meyrin/Schweiz: Der Norweger Håkon Wium Lie stellt das Konzept der Cascading Style Sheets vor. Es würde die Gestaltung von Inhalten im World Wide Web erleichtern, indem änderbare Inhalte in vorgestaltete Umgebungen eingepflegt würden, die an einem anderen Ort ihrerseits änderbar sind.[6]
- Stockholm/Schweden: Den Nobelpreis für Physiologie oder Medizin werden in diesem Jahr die Amerikaner Alfred Goodman Gilman und Martin Rodbell für die Erforschung von G-Proteinen erhalten.[7]

### Dienstag, 11. Oktober 1994
- Almtal/Österreich: Angesichts der steigenden Schäden durch wilde Bären im Alpenvorland wird nach dem erfolgreichen Abschuss des Problembären „Grünau“ auch der Problembär „Nurmi“ von einem Jäger erschossen.[8][9]
- Karlsruhe/Deutschland: Die Erhebung des so genannten „Kohlepfennigs“ ist nach Spruch des zweiten Senats des Bundesverfassungsgerichts verfassungswidrig. Das Wort „Kohlepfennig“ umschreibt einen Aufschlag auf den Strompreis zur Subventionierung der deutschen Steinkohle-Industrie.[10]
- Potsdam/Deutschland: Der Landtag Brandenburg wählt mit 53 zu 30 Stimmen den seit 1990 amtierenden Regierungschef im Land Brandenburg Manfred Stolpe (SPD) erneut zum Ministerpräsidenten.[11]
- Stockholm/Schweden: Der Amerikaner John Forbes Nash Jr. sowie sein 1920 in Ungarn geborener Landsmann John Harsanyi und der Deutsche Reinhard Selten werden in diesem Jahr für ihre Analysen zur Spieltheorie den Alfred-Nobel-Gedächtnispreis für Wirtschaftswissenschaften erhalten.[12]

### Mittwoch, 12. Oktober 1994
- Stockholm/Schweden: Der Amerikaner George A. Olah wird in diesem Jahr den Nobelpreis für Chemie erhalten. Die Stiftung ehrt seinen Beitrag zur Erforschung von Kohlenwasserstoffen. Der Nobelpreis für Physik wird in diesem Jahr an den Kanadier Bertram Brockhouse und den Amerikaner Clifford G. Shull für ihre Forschung auf dem Gebiet der Neutronenstreuung verliehen.[13][14]
- Stockholm/Schweden: Die Right-Livelihood-Award-Stiftung wählt den Nigerianer Ken Saro-Wiwa zu einem von vier Trägern des diesjährigen „Alternativen Nobelpreises“. Saro-Wiwa steht an der Spitze einer Bewegung der Volksgruppe Ogoni. Sie fordert, dass ihre durch Erdölförderung geschädigte Lebensumwelt saniert wird.[15]

### Donnerstag, 13. Oktober 1994
- Rom/Italien: Italien streicht die Todesstrafe aus dem Militärstrafrecht.[16]
- Stockholm/Schweden: Der Japaner Kenzaburō Ōe erhält in diesem Jahr den Nobelpreis für Literatur. Eines seiner bekanntesten Werke ist Eine persönliche Erfahrung und beschreibt das Leben eines Vaters, dessen Kind autistisch ist.[17]

### Freitag, 14. Oktober 1994

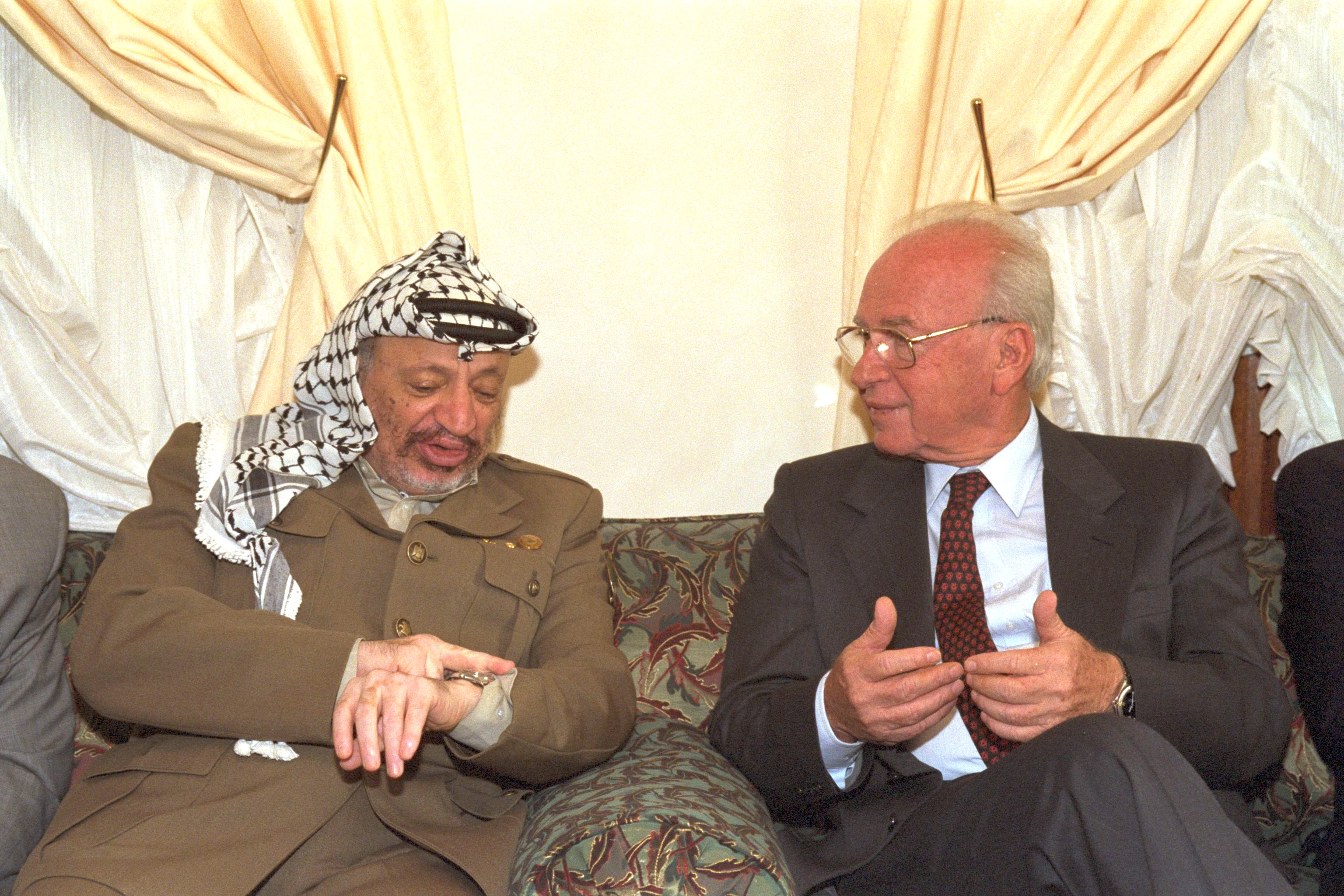
Jassir Arafat, Jitzchak Rabin

- Oslo/Norwegen: Der 1929 in Ägypten geborene Palästinenser Jassir Arafat, der 1923 in Polen geborene Israeli Schimon Peres und sein 1922 in Jerusalem geborener Landsmann Jitzchak Rabin werden für „ihre Anstrengungen zur Lösung des Nahostkonflikts“ den diesjährigen Friedensnobelpreis erhalten.[18]

### Samstag, 15. Oktober 1994
- Darmstadt/Deutschland: Die Deutsche Akademie für Sprache und Dichtung verleiht den Georg-Büchner-Preis an den Schweizer Adolf Muschg.[19]
- Kailua-Kona/Vereinigte Staaten: Der Ironman Hawaii endet bei den Frauen zum siebten Mal mit einem Sieg der Amerikanerin Paula Newby-Fraser. Bei den Herren gewinnt der Australier Greg Welch.[20][21]

### Sonntag, 16. Oktober 1994
- PDS: 30
- SPD: 252
- Grüne: 49
- Union: 294
- FDP: 47

- Bonn/Deutschland: Die schwarz-gelbe Regierungskoalition unter Führung von Bundeskanzler Helmut Kohl (CDU) erreicht bei der Bundestagswahl erneut die Mehrheit im Parlament. Die regierenden Parteien verlieren gegenüber der Wahl 1990 sowohl in den vor 1990 bestehenden Bundesländern, in diesen votieren 49,8 % für CDU/CSU oder FDP, als auch in den Wahlkreisen des Beitrittsgebiets von 1990, in denen die CDU 38,5 % der Stimmen und die FDP 3,5 % der Stimmen erhält.[22][23][24]
- Bonn/Deutschland: Rudolf Scharping tritt vom Amt des Ministerpräsidenten von Rheinland-Pfalz zurück. Der bei der heutigen Bundestagswahl unterlegene Kanzlerkandidat der SPD möchte sich vollständig auf die Oppositionsarbeit im Deutschen Bundestag konzentrieren. Einen neuen Ministerpräsidenten wählt der Landtag Rheinland-Pfalz in den nächsten Tagen.[25][26]* Erfurt/Deutschland: Bei der Landtagswahl in Thüringen machen die Stimmberechtigten eine Fortsetzung der regierenden CDU-FDP-Koalition unmöglich, denn die FDP fällt unter die Fünf-Prozent-Hürde. Die CDU bleibt bei Verlusten von 2,8 % der Wählerstimmen mit 42,6 % stärkste Kraft, die SPD liegt bei 29,6 % und die PDS mit deutlichen Zugewinnen bei 16,6 %.[27]
- Saarbrücken/Deutschland: Bei der Landtagswahl im Saarland verliert die alleinregierende SPD zwar Stimmen, aber mit einem Ergebnis von 49,4 % bleibt Oskar Lafontaine (SPD) im Amt des Ministerpräsidenten. Die CDU verbessert sich auf 38,6 %, die Grünen ziehen mit 5,5 % zum ersten Mal in den Landtag ein und die FDP (2,1 %) muss ihn nach 19-jähriger Präsenz wieder verlassen.[28]
- Schwerin/Deutschland: Bei der Landtagswahl in Mecklenburg-Vorpommern bleibt die CDU mit Ministerpräsident Berndt Seite als Spitzenkandidat mit geringen Verlusten und 37,7 % Anteil der Wählerstimmen stärkste Kraft. Die SPD gewinnt leicht hinzu auf 29,5 % und die PDS steigert sich auf 22,7 %. Das ist ihr bestes Ergebnis auf Landes- und Bundesebene seit der Umbenennung der SED in SED-PDS beziehungsweise PDS.[29]
- Sofia/Bulgarien: Präsident Schelju Schelew ernennt die parteilose Reneta Indschowa zur neuen Ministerpräsidentin. Die politische Aufgabe der Exekutivdirektorin der staatlichen Privatisierungsagentur wird die Vorbereitung vorgezogener Neuwahlen zum Parlament sein, da dieses handlungsunfähig ist.[30]

### Montag, 17. Oktober 1994

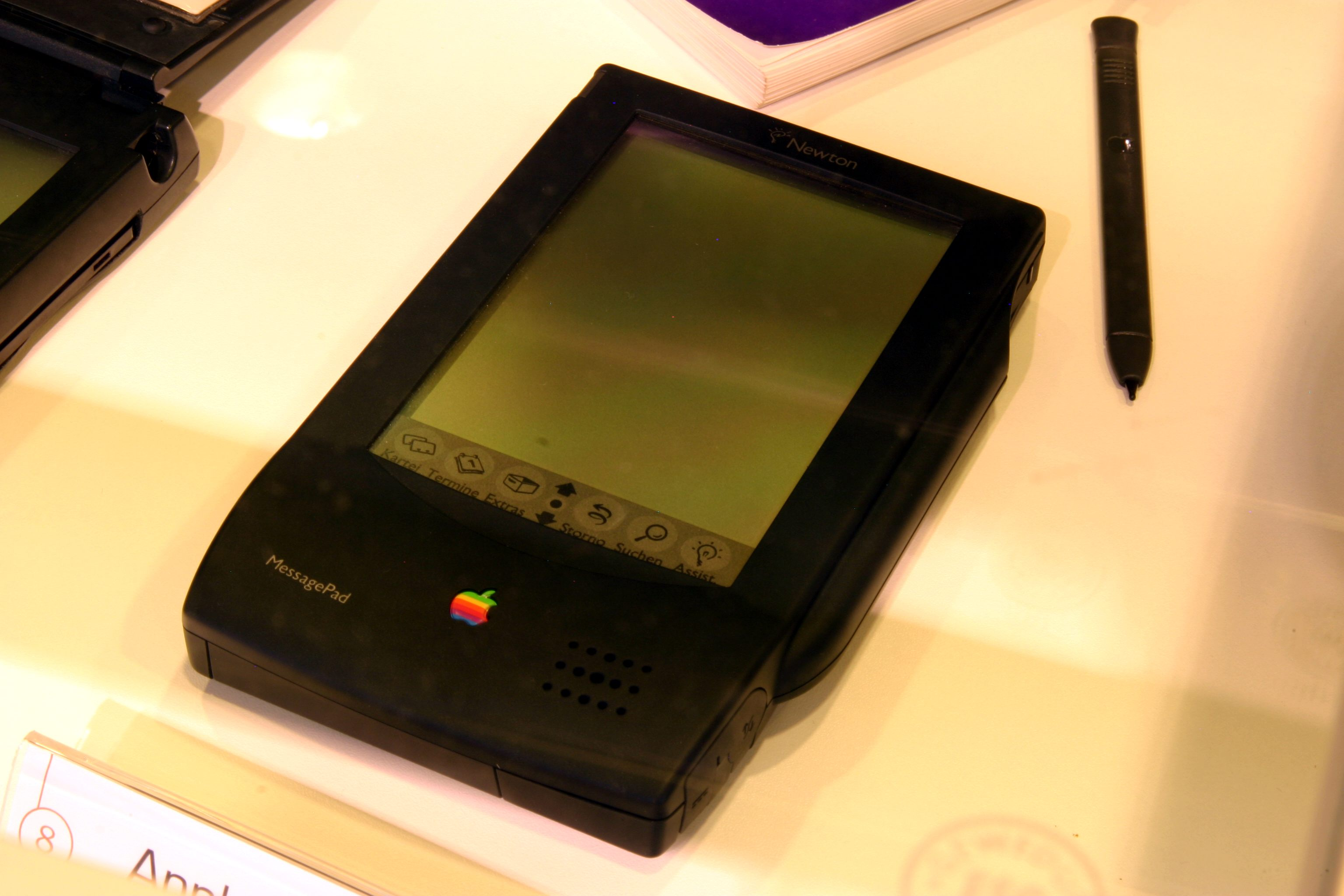
Apples „Newton MessagePad“ bietet Internet für unterwegs

- Brüssel/Belgien: Der Belgier Willy Claes wird neuer Generalsekretär des Militärbündnisses NATO. Sein Vorgänger Manfred Wörner aus Deutschland verstarb im August im Amt.[31]
- Chicago/Vereinigte Staaten: Die zweite World Wide Web Conference beginnt. Auf ihr wird das Programm PocketWeb vorgestellt, der erste Webbrowser für ein Mobilgerät. Das Programm wurde am TecO Karlsruhe für das Newton MessagePad entwickelt.[32][33]
- Düsseldorf/Deutschland: Die neue Kommunalverfassung für das Land Nordrhein-Westfalen erweitert die Möglichkeiten der politischen Teilhabe für stimmberechtigte Einwohner, zulässig sind ab heute u. a. die Durchführung von Bürgerentscheiden beziehungsweise -begehren.[34]
- Sofia/Bulgarien: Präsident Schelju Schelew verkündet die Auflösung des Parlaments.[35]

### Freitag, 21. Oktober 1994
- Genf/Schweiz: Die Vereinigten Staaten und Nordkorea unterzeichnen ein Rahmenabkommen zum Stopp des Kernwaffenprogramms Nordkoreas. Dem asiatischen Land wird Unterstützung beim Bau von zwei Leichtwasserreaktoren zugesichert, im Gegenzug soll es alle Anlagen abbauen, die technisch darauf ausgelegt sind, sowohl die Konstruktion als auch den Einsatz von Kernwaffen zu ermöglichen.[36]
- München/Deutschland: Der Landtag wählt Edmund Stoiber (CSU) zum zweiten Mal zum Bayerischen Ministerpräsidenten. Stoiber übernahm das Amt im Mai 1993.[37]

### Dienstag, 25. Oktober 1994
- Hamburg/Deutschland: Als eines der ersten deutschsprachigen Periodika startet heute Der Spiegel sein Angebot im World Wide Web. Beabsichtigt ist v. a. die Veröffentlichung aktueller Nachrichten nach dem Vorbild US-amerikanischer Onlineangebote. Die Herausgeber verleihen der Website den Namen „Spiegel Online“.[38]

### Mittwoch, 26. Oktober 1994

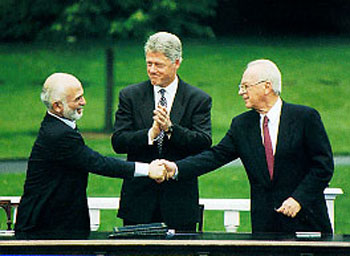
Hussein I., Bill Clinton, Jitzchak Rabin

- Washington, D.C./Vereinigte Staaten: Jordaniens König Hussein und Israels Ministerpräsident Jitzchak Rabin unterzeichnen einen bilateralen Friedensvertrag, in dem der Fluss Jordan als zwischenstaatliche Grenze festgelegt wird. US-Präsident Bill Clinton unterschreibt den Vertrag ebenfalls.[39]

### Donnerstag, 27. Oktober 1994

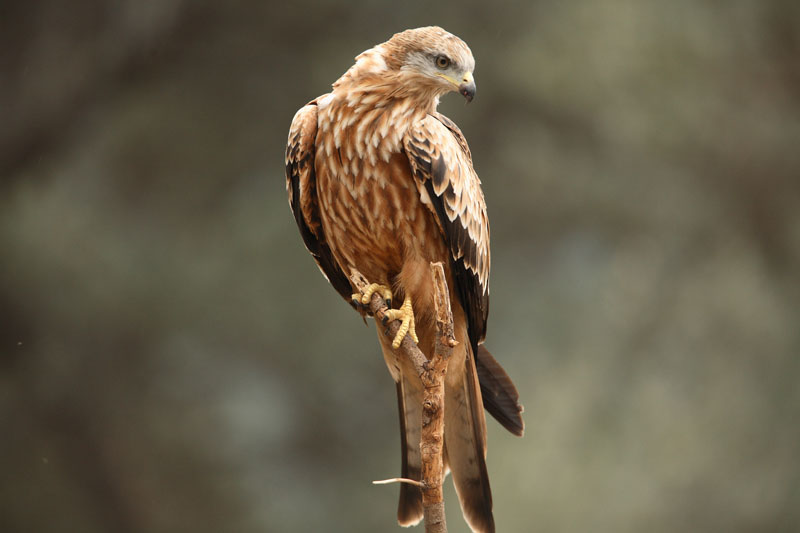
Rotmilan: Deutschland ist Heimat für 50 % des weltweiten Bestands

- Bonn/Deutschland: Der Umweltschutz wird als Staatsziel in das Grundgesetz aufgenommen, v. a. um das Aussterben von Tier- und Pflanzenarten zu verhindern und seltenen Arten mit Siedlungsschwerpunkt in Mitteleuropa, z. B. dem Rotmilan, eine Zukunft zu bieten.[40]

### Sonntag, 30. Oktober 1994
- Skopje/Mazedonien: Nur knapp 58 % der Wahlberechtigten nehmen zur zweiten Runde der ersten Parlamentswahlen des Landes nach dessen Unabhängigkeit ihr Stimmrecht wahr. Zwei Oppositionsparteien boykottieren die Abstimmung. Stärkste politische Kraft bleibt die regierende Sozialdemokratische Liga Mazedoniens.[41]

## Weblinks

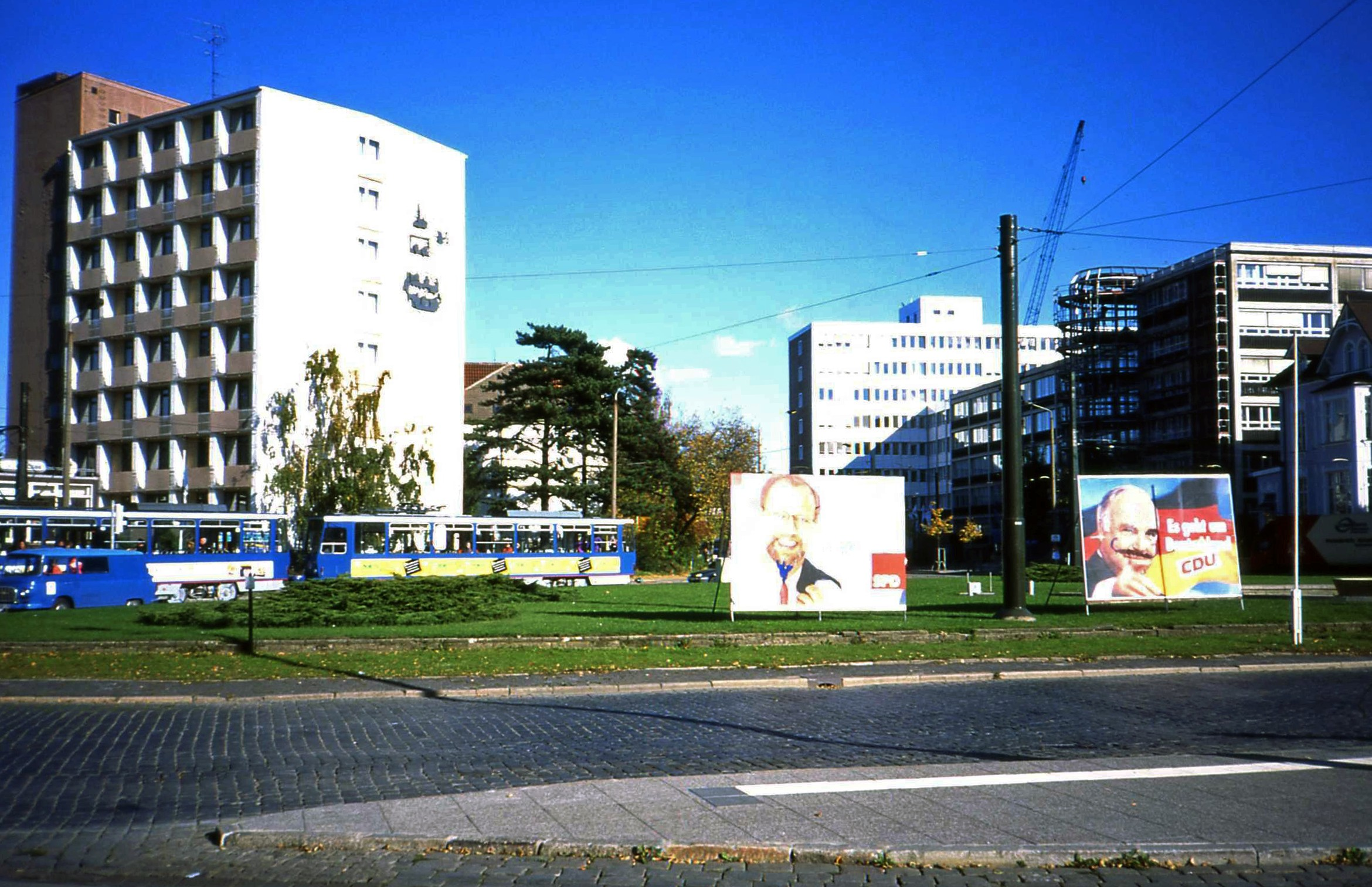
Mecklenburg-Vorpommern im Oktober 1994